# Гэнроку
Гэнроку (яп. 元禄 гэнроку) — девиз правления (нэнго) японского императора Хигасияма, использовавшийся с 1688 по 1704 год.

## Продолжительность
Начало и конец эры:
- 30-й день 9-й луны 5-го года Дзёкё (по григорианскому календарю — 23 октября 1688);
- 13-й день 3-й луны 17-го года Гэнроку (по григорианскому календарю — 16 апреля 1704).

## Происхождение
Название нэнго было заимствовано из 104-го цзюаня древнекитайского сочинения «Сун Ши» (кит. 宋史, пиньинь Sòng Shǐ, буквально: «История династии Сун»):「恵綏黎元、懋建皇極、天禄無疆」.

## Японская культура в годы Гэнроку

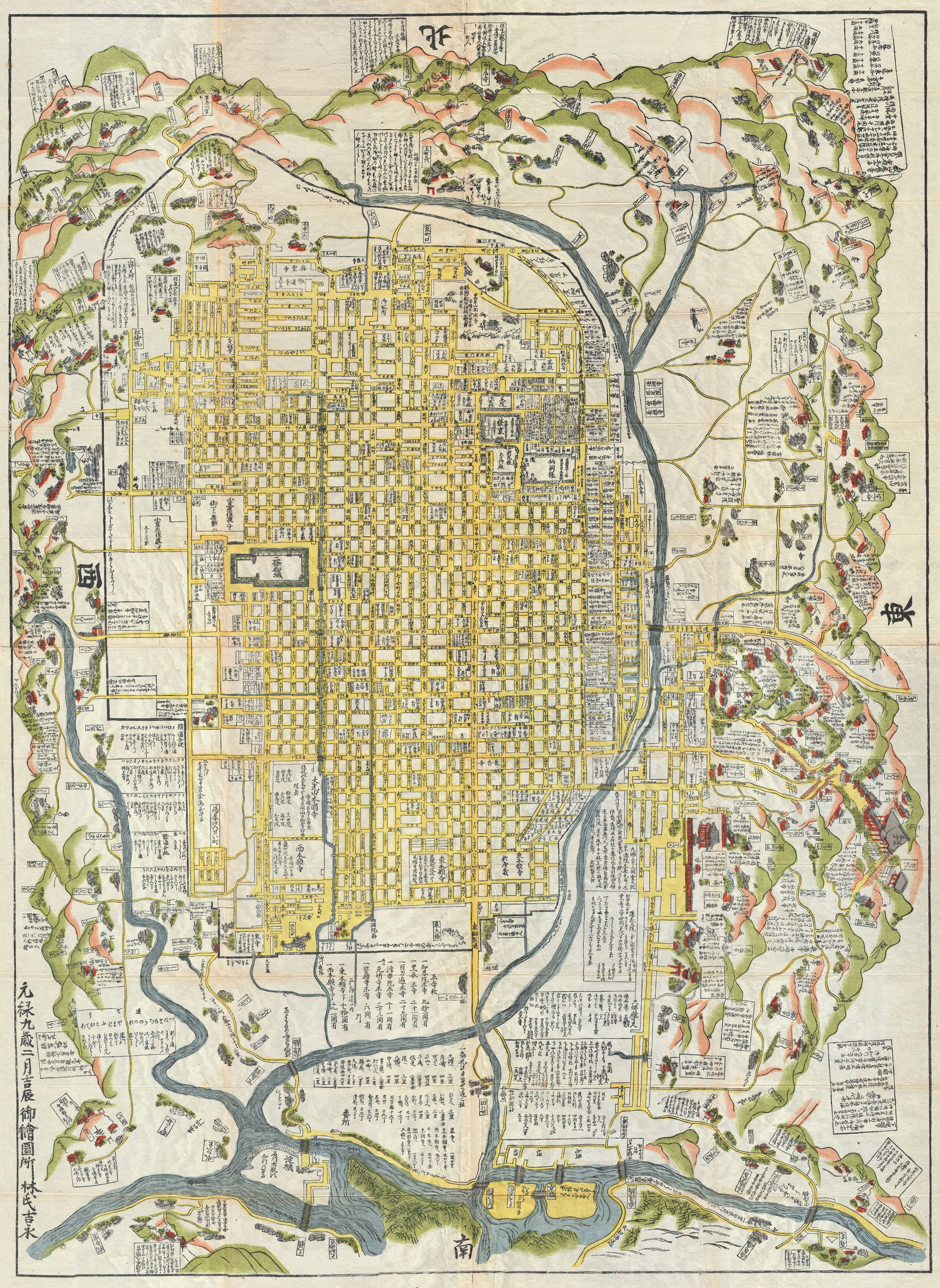
Карта Киото в 1696 году

Гэнроку в Японии считается периодом «великого мира», когда вся страна была объединена под властью сёгуната Токугава. В это же время самурайское сословие начинает отмирать в силу отсутствия военных действий. Однако набирает обороты самурайская культура, создаются такие трактаты, как «Будо сёсин сю» и «Хагакурэ», которые являются наставлениями для самураев. Были сформированы и достигли наибольших высот различные школы боевых искусств.
В этот период получает развитие культура простых людей: ремесленников, торговцев, ростовщиков. Примером служит трансформация театра Но, который являлся развлечением для высших сословий, в театр Кабуки. С театром Кабуки связано имя известного японского драматурга Тикамацу Мондзаэмона, который и в наше время пользуется большой популярностью в Японии.
Происходит развитие печатного дела, в Японии начинают печатать труды японских философов и конфуцианских классиков. Создается особое научное направление кангаку, то есть «китайские науки». Уровень образования в Японии на тот момент времени был одним из самых высоких в мире. Необычайной популярностью пользовались красочно иллюстрированные книги, повествующие о жизни горожан. Особенно знаменит стал один из авторов этого жанра — Ихара Сайкаку. Он положил начало особенно любимому японцами искусству новеллы. Он был родоначальником основных направлений в литературном течении укиё-дзоси («записки о бренном мире»), очень популярном у горожан: косёкумоно — любовные драмы, букэмоно — новеллы из жизни воинов и тёнинмоно — рассказы о жизни горожан, главным образом торговцев.
Цветные гравюры укиё-э стали визитной карточкой японского изобразительного искусства, так же как и искусство нэцкэ, зародившееся тогда же.
С эпохой Гэнроку связано имя, ставшее известным во всем мире, — великий поэт, мастер хайку Мацуо Басё достиг вершин в сложнейшем искусстве выражения многообразных человеческих эмоций в гениальном по своей простоте и краткости поэтическом произведении.

## События

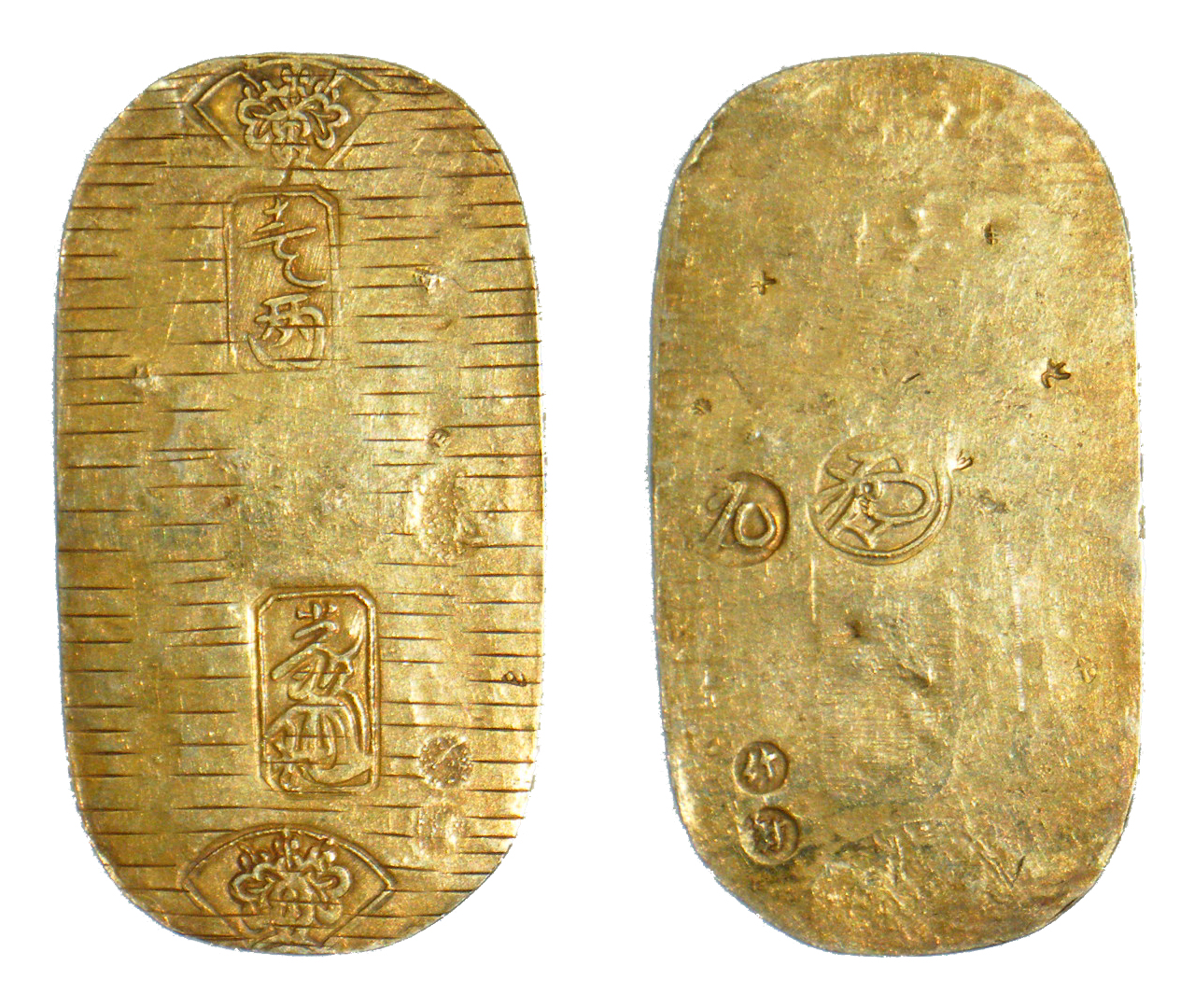

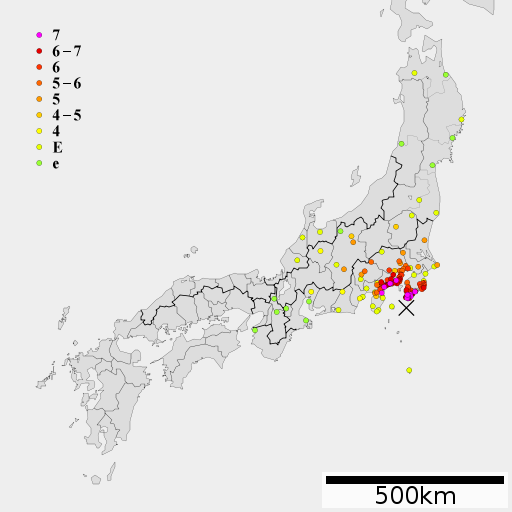
Интенсивность Великого землетрясения годов Гэнроку

- 1689 год (4-я луна 2-го года Гэнроку) — в Нагасаки разрешили строить иностранные поселения;
- 1691—1692 годы (4-й — 5-й годы Гэнроку) — немецкий путешественник и натуралист Энгельберт Кемпфер вместе с голландской факторией дважды проехал верхом половину Японии, от Нагасаки до Эдо[7];
- 1692 год (5-й год Гэнроку) — в Эдо запрещено строительство храмов;
- 1693 год (12-я луна 6-го года Гэнроку) — Араи Хакусэки стал наставником даймё княжества Кофу, будущего сёгуна Токугавы Иэнобу;
- 1694 год (7-й год Гэнроку) — пожилым, больным и слабым (женщинам и детям) правительство позволило пользоваться наемными паланкинами в городах[8];
- 1695 год (8-й год Гэнроку) — главой воинского рода Асахи в княжестве Овари (современная префектура Айти) стал Асахи Бундзаэмон (1674—1718), выдающийся бытописатель эпохи: его дневниковые записи охватывают период 27 лет и были изданы в 72 томах[9];
- 1695 год (2-я луна 8-го года Гэнроку) — в Канто под контролем сёгуната была произведена топографическая съемка территории;
- 1695 год (8-я луна 8-го года Гэнроку) — началась чеканка золотых (яп. 元禄小判) и серебряных (яп. 元禄丁銀) монет годов Гэнроку[10];
- 1695 год (11-я луна 8-го года Гэнроку) — в Эдо создан первый питомник для бродячих собак;
- 1697 год (10-й год Гэнроку) — составлена четвёртая официальная карта Японии (Гэнроку куниэдзу); она уступала карте, составленной в 1639 году (карте годов Канъэй) и была исправлена в 4-м году Кёхо (1719 год) математиком Татэбэ Китахиро (1644—1739), использовавшим высокие горные вершины как точки отсчёта[11];
- 12 октября 1697 года (10-й год Гэнроку) — землетрясение разрушило каменную стену замка Эдо[12];
- 1697 год (10-й год Гэнроку) — великий пожар в Эдо[10];
- 1698 год (11-й год Гэнроку) — к 50-летию пятого сёгуна Цунаёси был построен мост Эйтай на реке Сумида;
- 1698 год (11-й год Гэнроку) — очередной пожар в Эдо; в храме Канъэйдзи (яп. 寛永寺) построен новый зал[10];
- 1700 год (13-й год Гэнроку) — всё городское население страны насчитывало около 3 миллионов 220 тысяч чел[13];
- 1700 год (11-я луна 13-го года Гэнроку) — введён обменный курс серебряных монет;
- 1703 год (12-я луна 15-го года Гэнроку) — Месть ронинов из Ако;
- 8 апреля 1703 года (15-й год Гэнроку) — самоубийство влюблённых Токубэя и Охацу в Осаке, ставшее популярным сюжетом в японской культуре — в частности, оно упоминается в повести «Двойное самоубийство в Сонэдзаки» (яп. 曾根崎心中 Сонэдзаки синдзю) Тикамацу Мондзаэмона[14];
- 31 декабря 1703 года (23-й день 11-й луны 15-го года Гэнроку)[15] — Великое землетрясение годов Гэнроку (яп. 元禄大地震 Гэнроку дайдзисин)[12]; на следующий день Эдо охватил огонь[10]; часть побережья острова Хонсю пострадала от цунами; 200 000 человек были убиты или ранены[16];

## Сравнительная таблица
Ниже представлена таблица соответствия японского традиционного и европейского летосчисления. В скобках к номеру года японской эры указано название соответствующего года из 60-летнего цикла китайской системы гань-чжи. Японские месяцы традиционно названы лунами.
| 1-й год Гэнроку (Земляной Дракон)       | 1-я луна*       | 2-я луна                | 3-я луна*               | 4-я луна* | 5-я луна  | 6-я луна*               | 7-я луна   | 8-я луна*   | 9-я луна                | 10-я луна               | 11-я луна  | 12-я луна*    |                |
| --------------------------------------- | --------------- | ----------------------- | ----------------------- | --------- | --------- | ----------------------- | ---------- | ----------- | ----------------------- | ----------------------- | ---------- | ------------- | -------------- |
| Григорианский календарь                 | 2 февраля 1688  | 2 марта                 | 1 апреля                | 30 апреля | 29 мая    | 28 июня                 | 27 июля    | 26 августа  | 24 сентября             | 24 октября              | 23 ноября  | 23 декабря    |                |
| Юлианский календарь                     | 23 января 1688  | 21 февраля              | 22 марта                | 20 апреля | 19 мая    | 18 июня                 | 17 июля    | 16 августа  | 14 сентября             | 14 октября              | 13 ноября  | 13 декабря    |                |
| 2-й год Гэнроку (Земляная Змея)         | 1-я луна        | 1-я луна (високосная) * | 2-я луна                | 3-я луна* | 4-я луна* | 5-я луна                | 6-я луна*  | 7-я луна    | 8-я луна*               | 9-я луна                | 10-я луна  | 11-я луна     | 12-я луна*     |
| Григорианский календарь                 | 21 января 1689  | 20 февраля              | 21 марта                | 20 апреля | 19 мая    | 17 июня                 | 17 июля    | 15 августа  | 14 сентября             | 13 октября              | 12 ноября  | 12 декабря    | 11 января 1690 |
| Юлианский календарь                     | 11 января 1689  | 10 февраля              | 11 марта                | 10 апреля | 9 мая     | 7 июня                  | 7 июля     | 5 августа   | 4 сентября              | 3 октября               | 2 ноября   | 2 декабря     | 1 января 1690  |
| 3-й год Гэнроку (Металлическая Лошадь)  | 1-я луна        | 2-я луна*               | 3-я луна                | 4-я луна* | 5-я луна* | 6-я луна                | 7-я луна*  | 8-я луна*   | 9-я луна                | 10-я луна               | 11-я луна* | 12-я луна     |                |
| Григорианский календарь                 | 9 февраля 1690  | 11 марта                | 9 апреля                | 9 мая     | 7 июня    | 6 июля                  | 5 августа  | 3 сентября  | 2 октября               | 1 ноября                | 1 декабря  | 30 декабря    |                |
| Юлианский календарь                     | 30 января 1690  | 1 марта                 | 30 марта                | 29 апреля | 28 мая    | 26 июня                 | 26 июля    | 24 августа  | 22 сентября             | 22 октября              | 21 ноября  | 20 декабря    |                |
| 4-й год Гэнроку (Металлическая Коза)    | 1-я луна        | 2-я луна                | 3-я луна*               | 4-я луна  | 5-я луна* | 6-я луна*               | 7-я луна   | 8-я луна*   | 8-я луна (високосная) * | 9-я луна                | 10-я луна  | 11-я луна*    | 12-я луна      |
| Григорианский календарь                 | 29 января 1691  | 28 февраля              | 30 марта                | 28 апреля | 28 мая    | 26 июня                 | 25 июля    | 24 августа  | 22 сентября             | 21 октября              | 20 ноября  | 20 декабря    | 18 января 1692 |
| Юлианский календарь                     | 19 января 1691  | 18 февраля              | 20 марта                | 18 апреля | 18 мая    | 16 июня                 | 15 июля    | 14 августа  | 12 сентября             | 11 октября              | 10 ноября  | 10 декабря    | 8 января 1692  |
| 5-й год Гэнроку (Водяная Обезьяна)      | 1-я луна        | 2-я луна*               | 3-я луна                | 4-я луна  | 5-я луна* | 6-я луна*               | 7-я луна   | 8-я луна*   | 9-я луна*               | 10-я луна               | 11-я луна* | 12-я луна     |                |
| Григорианский календарь                 | 17 февраля 1692 | 18 марта                | 16 апреля               | 16 мая    | 15 июня   | 14 июля                 | 12 августа | 11 сентября | 10 октября              | 8 ноября                | 8 декабря  | 6 января 1693 |                |
| Юлианский календарь                     | 7 февраля 1692  | 8 марта                 | 6 апреля                | 6 мая     | 5 июня    | 4 июля                  | 2 августа  | 1 сентября  | 30 сентября             | 29 октября              | 28 ноября  | 27 декабря    |                |
| 6-й год Гэнроку (Водяной Петух)         | 1-я луна        | 2-я луна                | 3-я луна*               | 4-я луна  | 5-я луна* | 6-я луна                | 7-я луна*  | 8-я луна    | 9-я луна*               | 10-я луна*              | 11-я луна  | 12-я луна*    |                |
| Григорианский календарь                 | 5 февраля 1693  | 7 марта                 | 6 апреля                | 5 мая     | 4 июня    | 3 июля                  | 2 августа  | 31 августа  | 30 сентября             | 29 октября              | 27 ноября  | 27 декабря    |                |
| Юлианский календарь                     | 26 января 1693  | 25 февраля              | 27 марта                | 25 апреля | 25 мая    | 23 июня                 | 23 июля    | 21 августа  | 20 сентября             | 19 октября              | 17 ноября  | 17 декабря    |                |
| 7-й год Гэнроку (Деревянная Собака)     | 1-я луна        | 2-я луна                | 3-я луна*               | 4-я луна  | 5-я луна  | 5-я луна (високосная) * | 6-я луна   | 7-я луна*   | 8-я луна                | 9-я луна*               | 10-я луна  | 11-я луна*    | 12-я луна*     |
| Григорианский календарь                 | 25 января 1694  | 24 февраля              | 26 марта                | 24 апреля | 24 мая    | 23 июня                 | 22 июля    | 21 августа  | 19 сентября             | 19 октября              | 17 ноября  | 17 декабря    | 15 января 1695 |
| Юлианский календарь                     | 15 января 1694  | 14 февраля              | 16 марта                | 14 апреля | 14 мая    | 13 июня                 | 12 июля    | 11 августа  | 9 сентября              | 9 октября               | 7 ноября   | 7 декабря     | 5 января 1695  |
| 8-й год Гэнроку (Деревянная Свинья)     | 1-я луна        | 2-я луна*               | 3-я луна                | 4-я луна  | 5-я луна* | 6-я луна                | 7-я луна*  | 8-я луна    | 9-я луна                | 10-я луна*              | 11-я луна  | 12-я луна*    |                |
| Григорианский календарь                 | 13 февраля 1695 | 15 марта                | 13 апреля               | 13 мая    | 12 июня   | 11 июля                 | 10 августа | 8 сентября  | 8 октября               | 7 ноября                | 6 декабря  | 5 января 1696 |                |
| Юлианский календарь                     | 3 февраля 1695  | 5 марта                 | 3 апреля                | 3 мая     | 2 июня    | 1 июля                  | 31 июля    | 29 августа  | 28 сентября             | 28 октября              | 26 ноября  | 26 декабря    |                |
| 9-й год Гэнроку (Огненная Крыса)        | 1-я луна        | 2-я луна*               | 3-я луна*               | 4-я луна  | 5-я луна* | 6-я луна                | 7-я луна   | 8-я луна*   | 9-я луна                | 10-я луна               | 11-я луна* | 12-я луна     |                |
| Григорианский календарь                 | 3 февраля 1696  | 4 марта                 | 2 апреля                | 1 мая     | 31 мая    | 29 июня                 | 29 июля    | 28 августа  | 26 сентября             | 26 октября              | 25 ноября  | 24 декабря    |                |
| Юлианский календарь                     | 24 января 1696  | 23 февраля              | 23 марта                | 21 апреля | 21 мая    | 19 июня                 | 19 июля    | 18 августа  | 16 сентября             | 16 октября              | 15 ноября  | 14 декабря    |                |
| 10-й год Гэнроку (Огненный Бык)         | 1-я луна*       | 2-я луна                | 2-я луна (високосная) * | 3-я луна  | 4-я луна* | 5-я луна                | 6-я луна*  | 7-я луна    | 8-я луна*               | 9-я луна                | 10-я луна* | 11-я луна     | 12-я луна      |
| Григорианский календарь                 | 23 января 1697  | 21 февраля              | 23 марта                | 21 апреля | 21 мая    | 19 июня                 | 19 июля    | 17 августа  | 16 сентября             | 15 октября              | 14 ноября  | 13 декабря    | 12 января 1698 |
| Юлианский календарь                     | 13 января 1697  | 11 февраля              | 13 марта                | 11 апреля | 11 мая    | 9 июня                  | 9 июля     | 7 августа   | 6 сентября              | 5 октября               | 4 ноября   | 3 декабря     | 2 января 1698  |
| 11-й год Гэнроку (Земляной Тигр)        | 1-я луна*       | 2-я луна                | 3-я луна*               | 4-я луна* | 5-я луна  | 6-я луна*               | 7-я луна*  | 8-я луна    | 9-я луна                | 10-я луна*              | 11-я луна  | 12-я луна     |                |
| Григорианский календарь                 | 11 февраля 1698 | 12 марта                | 11 апреля               | 10 мая    | 8 июня    | 8 июля                  | 6 августа  | 4 сентября  | 4 октября               | 3 ноября                | 2 декабря  | 1 января 1699 |                |
| Юлианский календарь                     | 1 февраля 1698  | 2 марта                 | 1 апреля                | 30 апреля | 29 мая    | 28 июня                 | 27 июля    | 25 августа  | 24 сентября             | 24 октября              | 22 ноября  | 22 декабря    |                |
| 12-й год Гэнроку (Земляной Кролик)      | 1-я луна        | 2-я луна*               | 3-я луна                | 4-я луна* | 5-я луна* | 6-я луна                | 7-я луна*  | 8-я луна*   | 9-я луна                | 9-я луна (високосная) * | 10-я луна  | 11-я луна     | 12-я луна      |
| Григорианский календарь                 | 31 января 1699  | 2 марта                 | 31 марта                | 30 апреля | 29 мая    | 27 июня                 | 27 июля    | 25 августа  | 23 сентября             | 23 октября              | 21 ноября  | 21 декабря    | 20 января 1700 |
| Юлианский календарь                     | 21 января 1699  | 20 февраля              | 21 марта                | 20 апреля | 19 мая    | 17 июня                 | 17 июля    | 15 августа  | 13 сентября             | 13 октября              | 11 ноября  | 11 декабря    | 10 января 1700 |
| 13-й год Гэнроку (Металлический Дракон) | 1-я луна        | 2-я луна*               | 3-я луна                | 4-я луна* | 5-я луна* | 6-я луна                | 7-я луна*  | 8-я луна*   | 9-я луна                | 10-я луна*              | 11-я луна  | 12-я луна     |                |
| Григорианский календарь                 | 19 февраля 1700 | 21 марта                | 19 апреля               | 19 мая    | 17 июня   | 16 июля                 | 15 августа | 13 сентября | 12 октября              | 11 ноября               | 10 декабря | 9 января 1701 |                |
| Юлианский календарь                     | 9 февраля 1700  | 10 марта                | 8 апреля                | 8 мая     | 6 июня    | 5 июля                  | 4 августа  | 2 сентября  | 1 октября               | 31 октября              | 29 ноября  | 29 декабря    |                |
| 14-й год Гэнроку (Металлическая Змея)   | 1-я луна        | 2-я луна*               | 3-я луна                | 4-я луна* | 5-я луна  | 6-я луна*               | 7-я луна   | 8-я луна*   | 9-я луна*               | 10-я луна               | 11-я луна* | 12-я луна     |                |
| Григорианский календарь                 | 8 февраля 1701  | 10 марта                | 8 апреля                | 8 мая     | 6 июня    | 6 июля                  | 4 августа  | 3 сентября  | 2 октября               | 31 октября              | 30 ноября  | 29 декабря    |                |
| Юлианский календарь                     | 28 января 1701  | 27 февраля              | 28 марта                | 27 апреля | 26 мая    | 25 июня                 | 24 июля    | 23 августа  | 21 сентября             | 20 октября              | 19 ноября  | 18 декабря    |                |
| 15-й год Гэнроку (Водяная Лошадь)       | 1-я луна        | 2-я луна*               | 3-я луна                | 4-я луна  | 5-я луна* | 6-я луна                | 7-я луна*  | 8-я луна    | 8-я луна (високосная) * | 9-я луна*               | 10-я луна  | 11-я луна*    | 12-я луна      |
| Григорианский календарь                 | 28 января 1702  | 27 февраля              | 28 марта                | 27 апреля | 27 мая    | 25 июня                 | 25 июля    | 23 августа  | 22 сентября             | 21 октября              | 19 ноября  | 19 декабря    | 17 января 1703 |
| Юлианский календарь                     | 17 января 1702  | 16 февраля              | 17 марта                | 16 апреля | 16 мая    | 14 июня                 | 14 июля    | 12 августа  | 11 сентября             | 10 октября              | 8 ноября   | 8 декабря     | 6 января 1703  |
| 16-й год Гэнроку (Водяная Коза)         | 1-я луна*       | 2-я луна                | 3-я луна                | 4-я луна* | 5-я луна  | 6-я луна                | 7-я луна*  | 8-я луна    | 9-я луна*               | 10-я луна               | 11-я луна* | 12-я луна*    |                |
| Григорианский календарь                 | 16 февраля 1703 | 17 марта                | 16 апреля               | 16 мая    | 14 июня   | 14 июля                 | 13 августа | 11 сентября | 11 октября              | 9 ноября                | 9 декабря  | 7 января 1704 |                |
| Юлианский календарь                     | 5 февраля 1703  | 6 марта                 | 5 апреля                | 5 мая     | 3 июня    | 3 июля                  | 2 августа  | 31 августа  | 30 сентября             | 29 октября              | 28 ноября  | 27 декабря    |                |
| 17-й год Гэнроку (Деревянная Обезьяна)  | 1-я луна        | 2-я луна*               | 3-я луна                | 4-я луна* | 5-я луна  | 6-я луна                | 7-я луна*  | 8-я луна    | 9-я луна                | 10-я луна*              | 11-я луна  | 12-я луна*    |                |
| Григорианский календарь                 | 5 февраля 1704  | 6 марта                 | 4 апреля                | 4 мая     | 2 июня    | 2 июля                  | 1 августа  | 30 августа  | 29 сентября             | 29 октября              | 27 ноября  | 27 декабря    |                |
| Юлианский календарь                     | 25 января 1704  | 24 февраля              | 24 марта                | 23 апреля | 22 мая    | 21 июня                 | 21 июля    | 19 августа  | 18 сентября             | 18 октября              | 16 ноября  | 16 декабря    |                |

* звёздочкой отмечены короткие месяцы (луны) продолжительностью 29 дней. Остальные месяцы длятся 30 дней.